# Kingfield
Kingfield – miasto w Stanach Zjednoczonych, w stanie Maine, w hrabstwie Franklin.